# Кондове (Італія)
Кондове (італ. Condove, п'єм. Condòve) — муніципалітет в Італії, у регіоні П'ємонт,  метрополійне місто Турин.
Кондове розташоване на відстані близько 550 км на північний захід від Рима, 31 км на захід від Турина.
Населення — 4639 осіб (2014).
Щорічний фестиваль відбувається 10 серпня. Покровитель — святий Петро in Vincoli.

## Демографія
Населення за роками:

Станом на 1 січня 2023 року в муніципалітеті офіційно проживало 148 іноземців з 24 країн, серед них 100 громадян країн Євросоюзу та 9 громадян України.

## Сусідні муніципалітети
- Боргоне-Суза
- Бруцоло
- Капріє
- К'юза-ді-Сан-Мікеле
- Лем'є
- Руб'яна
- Сан-Дідеро
- Сант'Антоніно-ді-Суза
- Уссельйо
- Ває
- Віу